# Tubay, Agusan del Norte
Tubay là một đô thị hạng 5 ở tỉnh Agusan del Norte, Philippines. Theo điều tra dân số năm 2015, đô thị này có dân số 24.932 người trong.

## Các khu phố (barangay)
Tubay được chia thành 13 khu phố (barangay).
- Binuangan
- Cabayawa
- Doña Rosario
- La Fraternidad
- Lawigan
- Poblacion 1
- Poblacion 2
- Santa Ana
- Tagmamarkay
- Tagpangahoy
- Tinigbasan
- Victory
- Doña Telesfora